# Estadio Francisco Zarco
Das Estadio Francisco Zarco, auch bekannt als „El Zarco“ bzw. „El Nido“ (deutsch Das Nest), ist ein Fußballstadion in der mexikanischen Stadt Victoria de Durango, Hauptstadt des Bundesstaates Durango. Es ist die Heimspielstätte des Fußballvereins Alacranes de Durango und bietet auf den Tribünen Platz für 15.000 Besucher. Es ist benannt nach dem in Victoria de Durango geborenen Journalisten und Politiker Francisco Zarco (1829–1869), der im Mai 1868 für einen Monat Präsident des Kongresses der Union war.